# 小行星1533
小行星1533（1533 Saimaa）是一颗围绕太阳公转的小行星。1939年1月19日，爾約·維薩拉在图尔库发现了此天体。
該小行星以芬蘭的塞馬湖命名。
这颗小行星的绝对星等为9.008214646189137等。